# KV18
KV18 (англ. Kings' Valley № 18) — древнеегипетская гробница в Долине царей, принадлежащая фараону Рамсесу X из XX династии.

## Описание
Гробница расположена в юго-восточной части вади. Ко времени смерти фараона она всё ещё была не окончена и позже пострадала от паводков. На стенах сохранилось крайне мало рисунков из-за наводнений, позже в XX веке Говард Картер побелил стены. Перекладина дверного проёма И декорирована изображением солнечного диска на горизонте; коридор В украшен изображениями фараона Рамсеса X перед ликами древнеегипетских богов. До 1998 года лишь коридоры В и С были расчищены.

## Археология
История исследований гробницы:
- Ричард Поукок (1737—1738): картографирование.
- Экспедиция Наполеона (1799): картографирование.
- Джеймс Бёртон (1825): картографирование.
- Экспедиция Шампольона (1828—1829): эпиграфика.
- Карл Рихард Лепсиус (1844—1845): эпиграфика.
- Эжен Лефебюр (1889): картографирование.
- Говард Картер (1902): раскопки Excavation (найдены осадки фундамента за пределами входа).
- Джон Ромер (1978): эпиграфика (для Бруклинского музея).
- MISR Project: Mission Siptah-Ramses X (1998—2000): раскопки.

В 1903 году Говард Картер в вестибюле А установил мощный электрический генератор для освещения гробниц в Долине царей. Внутри KV18 при раскопках обнаружены мебель, останки животных, вазы, инструменты (принесены сюда во время наводнений и не принадлежали изначально к этой гробнице), папирусы с текстами.